# Vill (Neumarkt)

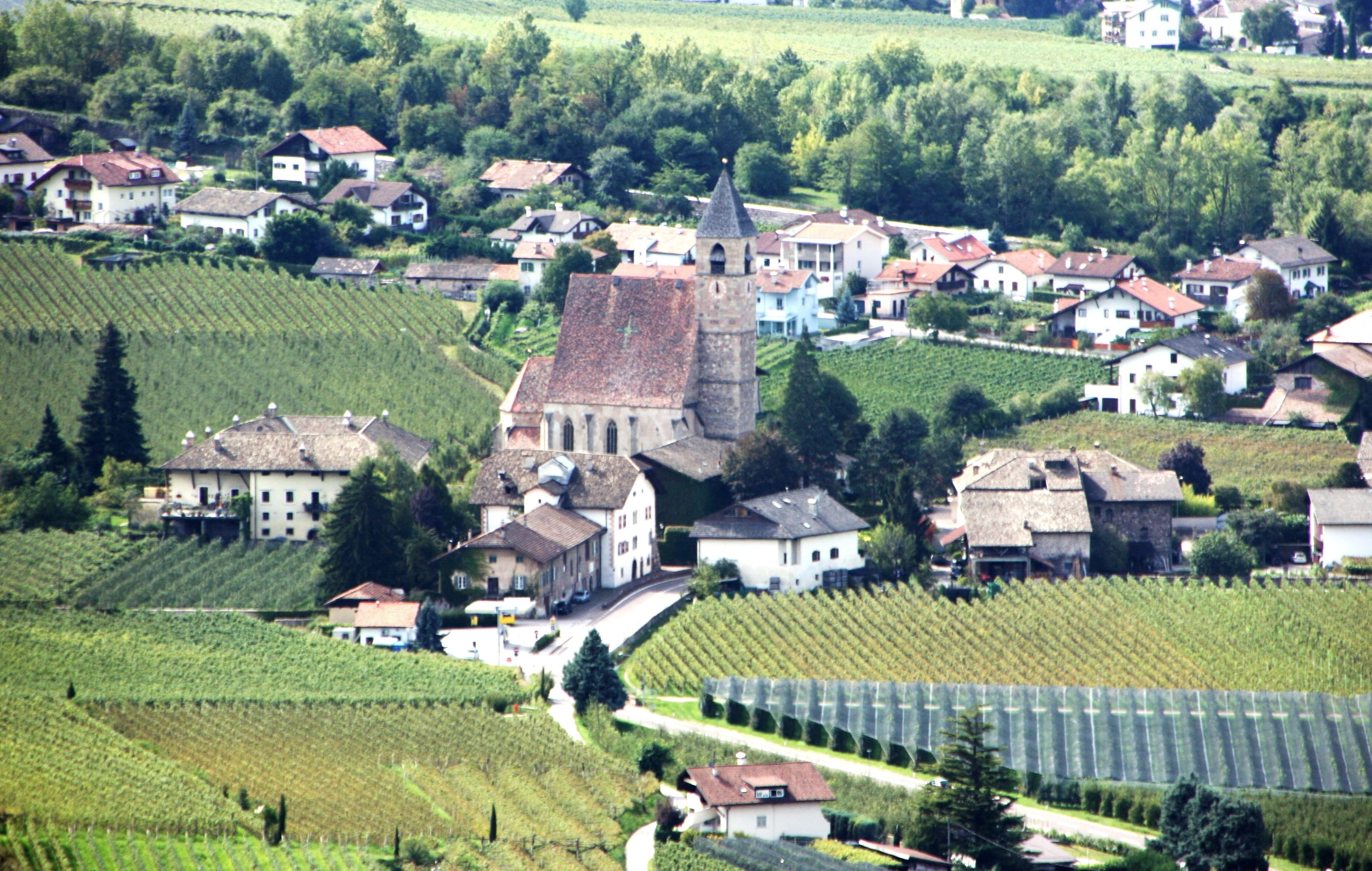
Die Vill von Castelfeder aus gesehen

Die Vill (stets mit Artikel verwendet und im Deutschen [fɪl] ausgesprochen; italienisch Villa) ist eine Ortschaft im Südtiroler Unterland und eine Fraktion der Gemeinde Neumarkt. Die Siedlung, mit rund 800 Einwohnern, befindet sich auf der östlichen Talseite des Etschtals auf dem Schwemmkegel des aus dem Mühlental austretenden Trudner Bachs, der die Vill vom knapp südlich gelegenen gleichnamigen Hauptort der Gemeinde Neumarkt trennt. Etwas nördlich erhebt sich der siedlungsgeschichtlich bedeutsame Hügel Castelfeder.

## Geschichte

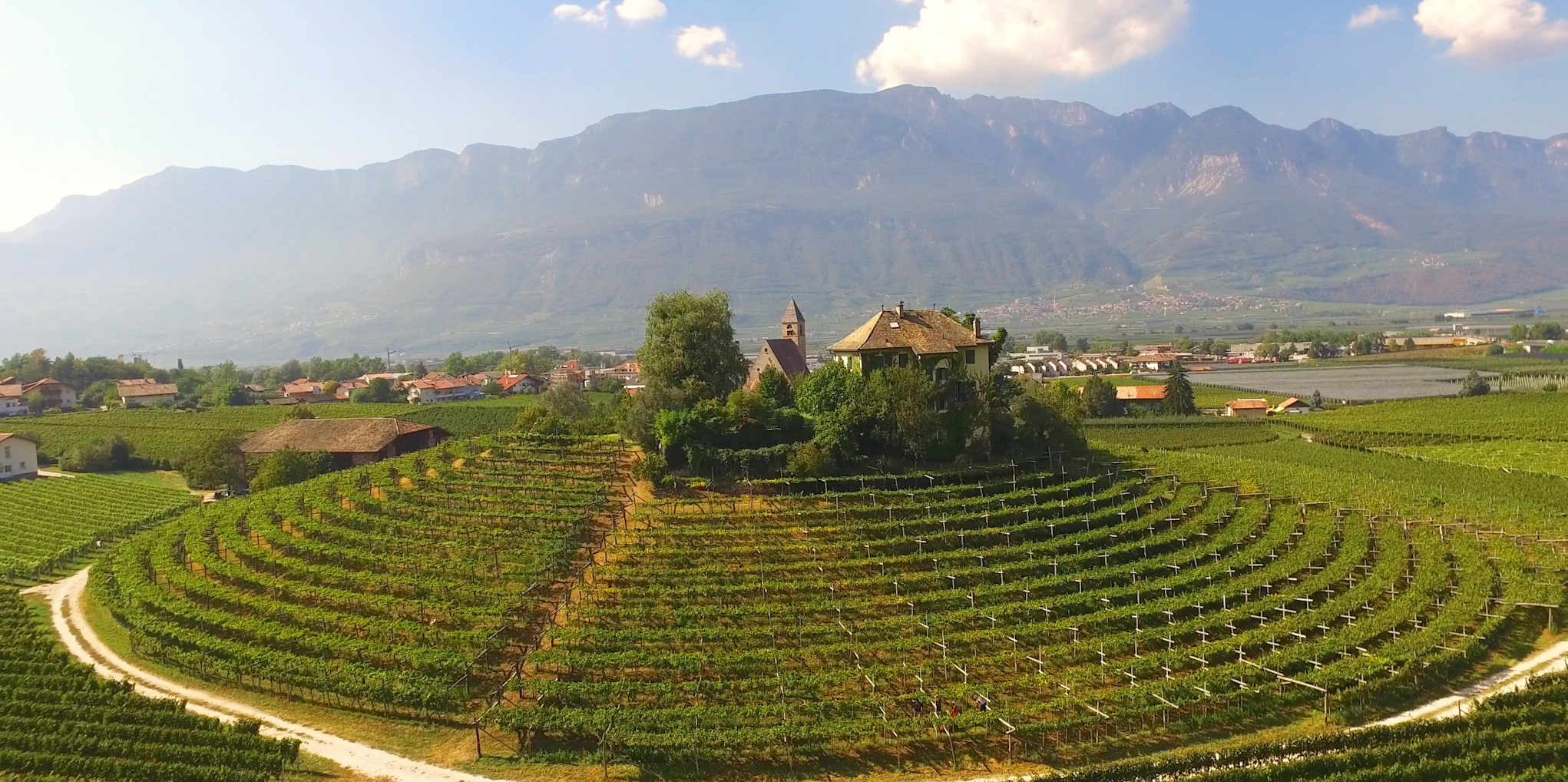
Das Viller Schlössl

Der Ortsname – ersturkundlich in einer Traditionsnotiz von Stift Neustift zu 1142–1155 als Ville genannt – geht auf lateinisch villa mit der Bedeutung „Landgut“ oder „Dorf“ zurück. Eine hohe Dichte römerzeitlicher Funde in der Vill weist möglicherweise auf eine Siedlung hin, die mit dem im Itinerarium Antonini genannten Endidae identifiziert werden könnte.
Im Mittelalter sorgte das rasche Aufblühen des neu gegründeten Zentralorts Neumarkt für einen gewissen Bedeutungsverlust der Vill. Vom späten 13. Jahrhundert an gehörte die Vill als Teil des Viertels Neumarkt zum ehemaligen Gericht Enn und Kaldiff; die Burg Kaldiff erhebt sich gut sichtbar am Rande der Mazoner Hangterrasse oberhalb der Siedlung. 1412 tritt die nachpawrschafft in der Vill mit ihren Vertretern Ulrich am Tempel, Heinrich am Tempel, Ulrich im Winkel und Hans Öler als eigenständig handelnde Dorfgenossenschaft in Erscheinung.
Die ab 1461 von Steinmetzmeister Hans Feur von Sterzing umgebaute und 1518 von den Gewerken Peter von Ursel und Andre vollendete Kirche Unsere Liebe Frau in der Vill gilt als eines der besten Beispiele spätgotischer Architektur im Tiroler Raum; sie ist ersturkundlich bereits 1237 genannt, wurde 1354 neu geweiht und weist einen 1412 von Meister Konrad von Neumarkt begonnenen, polygonal ausgebildeten Chor auf. Mit den aus den Jahren 1386–1393 stammenden Viller Kirchpropstrechnungen liegt das älteste kirchliche Rechnungsbuch aus dem Tiroler Raum vor.
Ortsbildprägend ist das sogenannte Viller Schlössl, ein auf einem Moränenhügel gelegener, im 17. Jahrhundert errichteter Ansitz der Familie Longo-Liebenstein, der von ausgedehnten Weingärten umgeben ist. Im 20. Jahrhundert erlebte die Ortschaft eine rege Bautätigkeit rund um den aus nur wenigen Häusern bestehenden Ortskern.